# Ugo Rolandi
Ugo Rolandi (né et mort à des dates inconnues) est un joueur de football italien, qui a évolué en tant que défenseur.

## Biographie
Ugo Rolandi est un des premiers joueurs de la Juventus, avec qui il évolue durant quatre saisons. 
Il joue son premier match contre le Football Club Torinese le 11 mars 1900 (également le premier match officiel du club) perdu par 1-0. Il joue son dernier match contre Milan le 22 mars 1903 (défaite 2-0).

## Palmarès
Juventus
- Championnat d'Italie :
  - Vice-champion : 1903.